# Adolfo Herrera y Chiesanova
Adolfo Herrera y Chiesanova (Cartagena, 10 de marzo de 1847-Madrid, 10 de marzo de 1925) fue un historiador y numismático español.

## Biografía
Nació en la ciudad murciana de Cartagena el 10 de marzo de 1847.
Estuvo casado con Magdalena Gil García,
Historiador y numismático, fundó la revista Cartagena Ilustrada en 1871. El 30 de julio de 1883 fue nombrado miembro correspondiente de la Real Academia de la Historia. Tras pasar sus primeros años en su ciudad natal, en la década de 1880 se instaló en la capital, residiendo también en la ciudad alicantina de Santa Pola.
Fue uno de los impulsores de la creación de la Sociedad Española de Excursiones, junto a, entre otros, Enrique Serrano Fatigati; en 1895 fundó la publicación Historia y Arte y en marzo de 1901 fue propuesto como miembro de número de la Real Academia de la Historia, en sustitución de Víctor Balaguer, tomando posesión del cargo en diciembre de ese mismo año. Entre su obra se encuentran los 56 volúmenes de Medallas españolas, publicados entre 1899 y 1910.
Falleció en Madrid el 10 de marzo de 1925.